# South Leverton
South Leverton is een civil parish in het bestuurlijke gebied Bassetlaw, in het Engelse graafschap Nottinghamshire met 480 inwoners.